# Jamil Mahuad
Jamil Mahuad Witt (Loja, 29 de julho de 1949) é um político e advogado equatoriano, que foi presidente de seu país entre 1998 e 2000. Líder do partido Democracia Popular na província de La Sierra, Jamil Mahuad foi deputado e prefeito de Quito antes de chegar à presidência.

## Carreira politica
No início do anos 90, Mahuad assumiu como prefeito de Quito, cargo que lhe outorgou grande prestígio por conseguir oferecer quase totalmente os serviços públicos, pela construção de um sistema de transporte interligado através de microônibus e pela modernização do governo municipal.
Em 1997, como deputado, Mahuad participou ativamente dos protestos que exigiam a deposição do então presidente da república Abdalá Bucaram. Mais tarde, foi alvo de uma forte perseguição por parte de familiares e correligionários de Bucaram, já então foragido da justiça, que esperava obter anistia por parte do Congresso.
Em 1998, Jamil Mahuad venceu as eleições presidenciais e, ao assumir, assinou um histórico acordo de paz com o Peru, em 26 de outubro de 1998.
Durante seu mandato, faliram mais de 10 bancos equatorianos e outras tantas instituições do sistema financeiro. Mahuad assinou uma lei de socorro aos bancos que drenou recursos públicos para atender aos credores dos bancos falidos.
A proteção de Mahuad aos bancos falidos provocou um feriado bancário, um congelamento de depósitos e uma virtual quebra do sistema de economia real. O excesso de emissão de dinheiro para enfrentar as obrigações de socorro aos bancos provocou uma disparada na inflação e uma grande desvalorização do sucre equatoriano frente ao dólar. Após a maior crise econômica dos últimos setenta anos, Mahuad decretou, como solução improvisada, a adoção do dólar americano em substituição à moeda nacional, em 9 de janeiro de 2000. Em 21 de janeiro, Mahuad foi deposto por uma rebelião militar-indígena liderado pelo coronel Lucio Gutiérrez, sendo depois substituído por seu vice-presidente Gustavo Noboa. Mahuad fugiu do Equador e foi morar nos Estados Unidos.
Em maio de 2014, a Justiça equatoriana julgou Mahuad à revelia e o condenou a uma pena de 12 anos de prisão pelo crime de peculato relacionado com a crise financeira que o Equador viveu em 1999. O ex-mandatário também está em uma lista de pessoas sujeitas a diligências persecutórias pela Interpol.